# Where the Heart Is (2000)
Where the Heart Is is een Amerikaanse speelfilm uit 2000, geregisseerd door Matt Williams met Natalie Portman en Ashley Judd in de hoofdrol. De film is gebaseerd op de gelijknamige roman van Billie Letts.

## Verhaal
Novalee Nation (Natalie Portman) is een jonge vrouw die zwanger raakt van haar eerste vriendje. Wanneer ze samen vertrekken uit het trailerpark om een nieuw leven op te bouwen laat hij haar onderweg hoogzwanger achter op een parkeerplaats van Wal-Mart.
In de toiletten van de Wal-Mart houdt ze zich zo lang op dat wanneer ze naar buiten komt de winkel al gesloten is. Noodgedwongen brengt ze nacht door in de winkel.
De periode erna vermaakt ze zich overdag in het stille dorpje nabij de winkel en 's avonds net voor sluitingstijd glipt ze de winkel weer in om daar te slapen. Ondertussen noteert ze alles wat ze gebruikt uit de winkel in een schriftje met de titel 'Wat ik Wal-Mart verschuldigd ben'.
Na een tijdje beginnen 's nachts de weeën en staat ze er alleen voor om haar kindje veilig ter wereld te brengen. De eigenaar van de lokale bibliotheek ziet haar en schiet haar te hulp. Als Novalee wakker wordt is ze met haar dochtertje in het ziekenhuis. Daar maakt ze kennis met nachtzuster Lexie Coop (Ashley Judd) die haar inlicht over haar nieuwe status in de media als 'de moeder van de Wal-Mart-baby'. Als haar moeder, gespeeld door Sally Field die haar toen ze klein was achterliet om met haar vriend te verhuizen, haar ziet op televisie legt ze contact met Novalee, om niet veel later met het geld wat Novalee uit heel Amerika heeft ontvangen te vertrekken en niet meer terug te keren. Novalee wordt ontslagen uit het ziekenhuis en zit met haar dochtertje Americus buiten te wachten op haar moeder. Net als ze beseft dat die niet komt om haar op te halen, stopt Sister Husband (Stockard Channing) voor de deur en ziet haar aan voor een van haar nichtjes. Ze neemt Novalee en Americus in huis en zo ontstaat er voor Novalee een geïmproviseerde familie en vindt ze alles wat ze zocht in haar leven.

## Rolverdeling
| Acteur               | Personage               |
| -------------------- | ----------------------- |
| Natalie Portman      | Novalee Nation          |
| Ashley Judd          | Lexie Coop              |
| Stockard Channing    | Thelma 'Sister' Husband |
| Joan Cusack          | Ruth Meyers             |
| James Frain          | Forney Hull             |
| Dylan Bruno          | Willy Jack Pickens      |
| Keith David          | Moses Whitecotten       |
| Sally Field          | Mama Lil                |
| Margaret Hoard       | Mary Elizabeth Hull     |
| Mackenzie Fitzgerald | Americus Nation         |
| Ray Prewitt          | Tim                     |
| Cody Linley          | Brownie Coop            |
| Todd Lowe            | Troy                    |

## Achtergrond
De muziek voor de film werd gecomponeerd door Mason Daring. Een soundtrack van de film werd uitgebracht door RCA Records.
Het nummer That's The Beat of A Heart werd uitgevoerd door The Warren Brothers, samen met Sara Evans.
De film bracht wereldwijd $40,863,718 op.